# Khalil Rountree Jr.
Khalil Ibn Rountree Jr. (Los Ángeles, California, Estados Unidos, 26 de febrero de 1990) es un artista marcial mixto estadounidense que compite en la división de peso semipesado de Ultimate Fighting Championship. Desde el 24 de junio de 2025 se encuentra en la posición #4 del ranking de peso semipesado de UFC.

## Primeros años
Nació en Los Ángeles, California, Estados Unidos. Cuando tenía dos años, su padre fue asesinado a tiros en un intento de robo mientras trabajaba como manager de la gira de Boyz II Men. Al crecer con sobrepeso y autodefinirse como "no conflictivo", estaba en una banda que viajaba por el país. Comiendo de forma poco saludable y fumando cigarrillos, decidió empezar a entrenar después de ver The Ultimate Fighter con su hermano. A la edad de 20 años y con un peso de 300 libras, se unió al gimnasio Wand Fight Team en un intento de perder peso. Después de un año de entrenamiento de MMA, comenzó su carrera amateur de MMA en 2011. Antes de su pelea en UFC 236 contra Eryk Anders, se entrenó en Tailandia, centrándose en el Muay Thai.

## Carrera en las artes marciales mixtas

### Resurrection Fighting Alliance
Tuvo un récord de 6-1 en sus combates amateur, compitiendo como peso medio bajo los estandartes de Tuff-N-Uff y King of the Cage (KOTC).
Se enfrentó a Livingston Lukow el 6 de junio de 2014 en RFA 15. Ganó el combate por decisión unánime.
Se esperaba que se enfrentara a Blake Troop en un combate de peso pesado de 190 libras en RFA 21 el 5 de diciembre de 2014. Ganó el combate por un KO en el primer asalto.
Se enfrentó a Cameron Olson el 10 de abril de 2015 en RFA 25. Ganó el combate por decisión unánime.
Se enfrentó a Justin Polendey el 11 de diciembre de 2015 en RFA 33. Ganó el combate por KO en el primer asalto.

### The Ultimate Fighter
En abril de 2016 compitió como luchador en The Ultimate Fighter: Team Joanna vs. Team Cláudia. En la primera ronda, se enfrentó a Muhammed DeReese y ganó por KO. En la ronda de eliminación, se enfrentó a Cory Hendricks y perdió por sumisión en el primer asalto.
Más tarde en el programa, Hendricks se retiró de la competencia debido a una lesión en el cuello y Dana White decidió traer de vuelta a Rountree para la ronda de semifinal. Se enfrentó a Josh Stansbury y ganó por KO en el primer asalto para avanzar y enfrentarse a Andrew Sanchez en la final.

### Ultimate Fighting Championship
Debutó en la UFC contra Andrew Sanchez el 8 de julio de 2016 en The Ultimate Fighter 23 Finale. Perdió el combate por decisión unánime.
Se enfrentó a Tyson Pedro el 27 de noviembre de 2016 en UFC Fight Night: Whittaker vs. Brunson. Perdió el combate por sumisión en el primer asalto.
Se enfrentó a Daniel Jolly el 4 de febrero de 2017 en UFC Fight Night: Bermúdez vs. Korean Zombie. Perdió el combate por KO en el primer asalto.
Se enfrentó a Paul Craig el 16 de julio de 2017 en UFC Fight Night: Nelson vs. Ponzinibbio. Ganó el combate por KO en el primer asalto.
Se esperaba que se enfrentara a Gökhan Saki el 30 de diciembre de 2017 en UFC 219. Sin embargo, Saki se vio obligado a retirarse alegando una lesión de rodilla y fue sustituido por Michał Oleksiejczuk. Perdió el combate por decisión unánime. Sin embargo, después del combate, se reveló que Oleksiejczuk había dado positivo por clomifeno, una sustancia antiestrogénica. Como resultado, la Comisión Atlética de Nevada anuló oficialmente el resultado del combate y lo convirtió en un Sin Resultado.
Se enfrentó a Gökhan Saki el 7 de julio de 2018 en UFC 226. Ganó el combate por KO en el primer asalto. Esta victoria le valió el premio a la Actuación de la Noche.
Se enfrentó a Johnny Walker el 17 de noviembre de 2018 en UFC Fight Night: Magny vs. Ponzinibbio. Perdió el combate por KO en el primer asalto.
Se enfrentó a Eryk Anders el 13 de abril de 2019 en UFC 236. Ganó el combate por decisión unánime.
Se enfrentó a Ion Cuțelaba el 28 de septiembre de 2019 en UFC Fight Night: Hermansson vs. Cannonier. Perdió el combate por TKO en el primer asalto.
Se esperaba que se enfrentara a Sam Alvey el 28 de marzo de 2020 en UFC on ESPN: Ngannou vs. Rozenstruik. Debido a la pandemia de COVID-19, el evento fue finalmente pospuesto.
A pesar de las conversaciones para retirarse después del combate desechado con Alvey, firmó una extensión de contrato con la UFC en octubre de 2020.
Se enfrentó a Marcin Prachnio el 24 de enero de 2021 en UFC 257. Perdió el combate por decisión unánime.
Se enfrentó a Modestas Bukauskas el 4 de septiembre de 2021 en UFC Fight Night: Brunson vs. Till. Ganó el combate por TKO en el segundo asalto.
Se enfrentó a Karl Roberson el 12 de marzo de 2022 en UFC Fight Night: Santos vs. Ankalaev. Ganó el combate por TKO en el segundo asalto. Esta victoria le valió el premio a la Actuación de la Noche.
Se enfrentó a Dustin Jacoby el 29 de octubre de 2022 en UFC Fight Night: Kattar vs. Allen. Ganó el combate por decisión dividida.
Se enfrentó a Chris Daukaus el 12 de agosto de 2023 en UFC on ESPN: Luque vs. dos Anjos. Ganó el combate por TKO en el primer asalto. Esta victoria le valió el premio a la Actuación de la Noche.
Se enfrentó an Anthony Smith el 9 de diciembre de 2023 en UFC Fight Night: Song vs. Gutiérrez. Ganó el combate en el tercer asalto por TKO. Esta victoria le valió el premio a la Actuación de la Noche.
Se enfrentó a Alex Pereira el 5 de octubre de 2024 por el Campeonato de Peso Semipesado de la UFC en el UFC 307. Perdió la pelea por TKO en el cuarto asalto debido a una combinación de puñetazos al cuerpo y la cabeza. Recibió el premio de Pelea de la Noche.
Se enfrentó a Jamahal Hill el 21 de junio de 2025 en el UFC on ABC: Hill vs. Rountree Jr. Ganó el combate por decisión unánime.

## Campeonatos y logros
- Ultimate Fighting Championship)
  - Actuación de la Noche (cuatro veces) vs. Gökhan Saki , Karl Roberson, Chris Daukaus y Anthony Smith.[63][50][54][56]
  - Pelea de la Noche (una vez) vs. Alex Pereira.[58]

## Vida personal
Disfruta bailando y escuchando música. Es fan de los Village People.

## Récord en artes marciales mixtas
| Resultado     | Récord   | Oponente            | Método                                 | Evento                                                    | Fecha                    | Ronda | Tiempo | Localización                | Notas |
| ------------- | -------- | ------------------- | -------------------------------------- | --------------------------------------------------------- | ------------------------ | ----- | ------ | --------------------------- | --- |
|               |          | Jiří Procházka      |                                        | UFC 320                                                   | 4 de octubre de 2025     |       |        | Las Vegas, Nevada           | |
| Victoria      | 14-6 (1) | Jamahal Hill        | Decisión (unánime)                     | UFC on ABC: Hill vs. Rountree Jr.                         | 21 de junio de 2025      | 5     | 5:00   | Bakú, Azerbaiyán            | |
| Derrota       | 13-6 (1) | Alex Pereira        | TKO (puñetazos y golpes al cuerpo)     | UFC 307                                                   | 5 de octubre de 2024     | 4     | 4:32   | Salt Lake City, Utah        | Por el Campeonato de Peso Semipesado de UFC. Pelea de la noche.                                                         |
| Victoria      | 13-5 (1) | Anthony Smith       | TKO (puñetazos)                        | UFC Fight Night: Song vs. Gutiérrez                       | 9 de diciembre de 2023   | 3     | 0:56   | Las Vegas, Nevada           | Actuación de la noche                                                                                                   |
| Victoria      | 12-5 (1) | Chris Daukaus       | TKO (puñetazos)                        | UFC on ESPN: Luque vs. dos Anjos                          | 12 de agosto de 2023     | 1     | 2:40   | Las Vegas, Nevada           | Actuación de la Noche                                                                                                   |
| Victoria      | 11-5 (1) | Dustin Jacoby       | Decisión (dividida)                    | UFC Fight Night: Kattar vs. Allen                         | 29 de octubre de 2022    | 3     | 5:00   | Las Vegas, Nevada           | |
| Victoria      | 10-5 (1) | Karl Roberson       | TKO (patada al cuerpo y puñetazos)     | UFC Fight Night: Santos vs. Ankalaev                      | 12 de marzo de 2022      | 2     | 0:25   | Las Vegas, Nevada           | Actuación de la Noche.                                                                                                  |
| Victoria      | 9-5 (1)  | Modestas Bukauskas  | TKO (patada en la pierna)              | UFC Fight Night: Brunson vs. Till                         | 4 de septiembre de 2021  | 2     | 2:30   | Las Vegas, Nevada           | |
| Derrota       | 8-5 (1)  | Marcin Prachnio     | Decisión (unánime)                     | UFC 257                                                   | 24 de enero de 2021      | 3     | 5:00   | Abu Dhabi                   | |
| Derrota       | 8-4 (1)  | Ion Cuțelaba        | TKO (codazos)                          | UFC Fight Night: Hermansson vs. Cannonier                 | 28 de septiembre de 2019 | 1     | 2:35   | Copenhague                  | |
| Victoria      | 8-3 (1)  | Eryk Anders         | Decisión (unánime)                     | UFC 236                                                   | 13 de abril de 2019      | 3     | 5:00   | Atlanta, Georgia            | |
| Derrota       | 7-3 (1)  | Johnny Walker       | KO (codazo)                            | UFC Fight Night: Magny vs. Ponzinibbio                    | 17 de noviembre de 2018  | 1     | 1:57   | Buenos Aires                | |
| Victoria      | 7-2 (1)  | Gökhan Saki         | TKO (puñetazos)                        | UFC 226                                                   | 7 de julio de 2018       | 1     | 1:36   | Las Vegas, Nevada           | Actuación de la Noche.                                                                                                  |
| Sin resultado | 6-2 (1)  | Michał Oleksiejczuk | Sin resultado                          | UFC 219                                                   | 30 de diciembre de 2017  | 3     | 5:00   | Las Vegas, Nevada           | Originalmente una victoria por decisión unánime para Oleksiejczuk; anulada después de que diera positivo por clomifeno. |
| Victoria      | 6-2      | Paul Craig          | KO (puñetazos)                         | UFC Fight Night: Nelson vs. Ponzinibbio                   | 16 de julio de 2017      | 1     | 4:56   | Glasgow                     | |
| Victoria      | 5-2      | Daniel Jolly        | KO (rodillazo)                         | UFC Fight Night: Bermudez vs. Korean Zombie               | 4 de febrero de 2017     | 1     | 0:52   | Houston, Texas              | |
| Derrota       | 4-2      | Tyson Pedro         | Sumisión (estrangulamiento por detrás) | UFC Fight Night: Whittaker vs. Brunson                    | 27 de noviembre de 2016  | 1     | 4:07   | Melbourne                   | |
| Derrota       | 4-1      | Andrew Sanchez      | Decisión (unánime)                     | The Ultimate Fighter: Team Joanna vs. Team Cláudia Finale | 8 de julio de 2016       | 3     | 5:00   | Las Vegas, Nevada           | Regreso al peso semipesado. Final del torneo de peso semipesado de la temporada 23 de The Ultimate Fighter.             |
| Victoria      | 4-0      | Justin Polendey     | KO (puñetazo)                          | RFA 33                                                    | 11 de diciembre de 2015  | 1     | 1:42   | Costa Mesa, California      | |
| Victoria      | 3-0      | Cameron Olson       | Decisión (unánime)                     | RFA 25                                                    | 10 de abril de 2015      | 3     | 5:00   | Sioux Falls, Dakota del Sur | Debut en el peso medio.                                                                                                 |
| Victoria      | 2-0      | Blake Troop         | KO (puñetazo)                          | RFA 21                                                    | 5 de diciembre de 2014   | 1     | 0:39   | Costa Mesa, California      | Combate de peso acordado (190 libras).                                                                                  |
| Victoria      | 1-0      | Livingston Lukow    | Decisión (unánime)                     | RFA 15                                                    | 6 de junio de 2014       | 3     | 5:00   | Culver City, California     | Debut en el peso semiopesado.                                                                                           |